# Druzhnaya 4 Station
Druzhnaya 4 Station är en forskningsstation i Antarktis. Den ligger i Östantarktis. Australien gör anspråk på området.
Terrängen runt Druzhnaya 4 Station är platt. Havet är nära Druzhnaya 4 Station åt nordost. Trakten är obefolkad. Det finns inga samhällen i närheten.